# Vaccinium myrtilloides
Vaccinium myrtilloides är en ljungväxtart som beskrevs av William Jackson Hooker och Asa Gray. Vaccinium myrtilloides ingår i Blåbärssläktet, och familjen ljungväxter. Inga underarter finns listade i Catalogue of Life.

## Bildgalleri

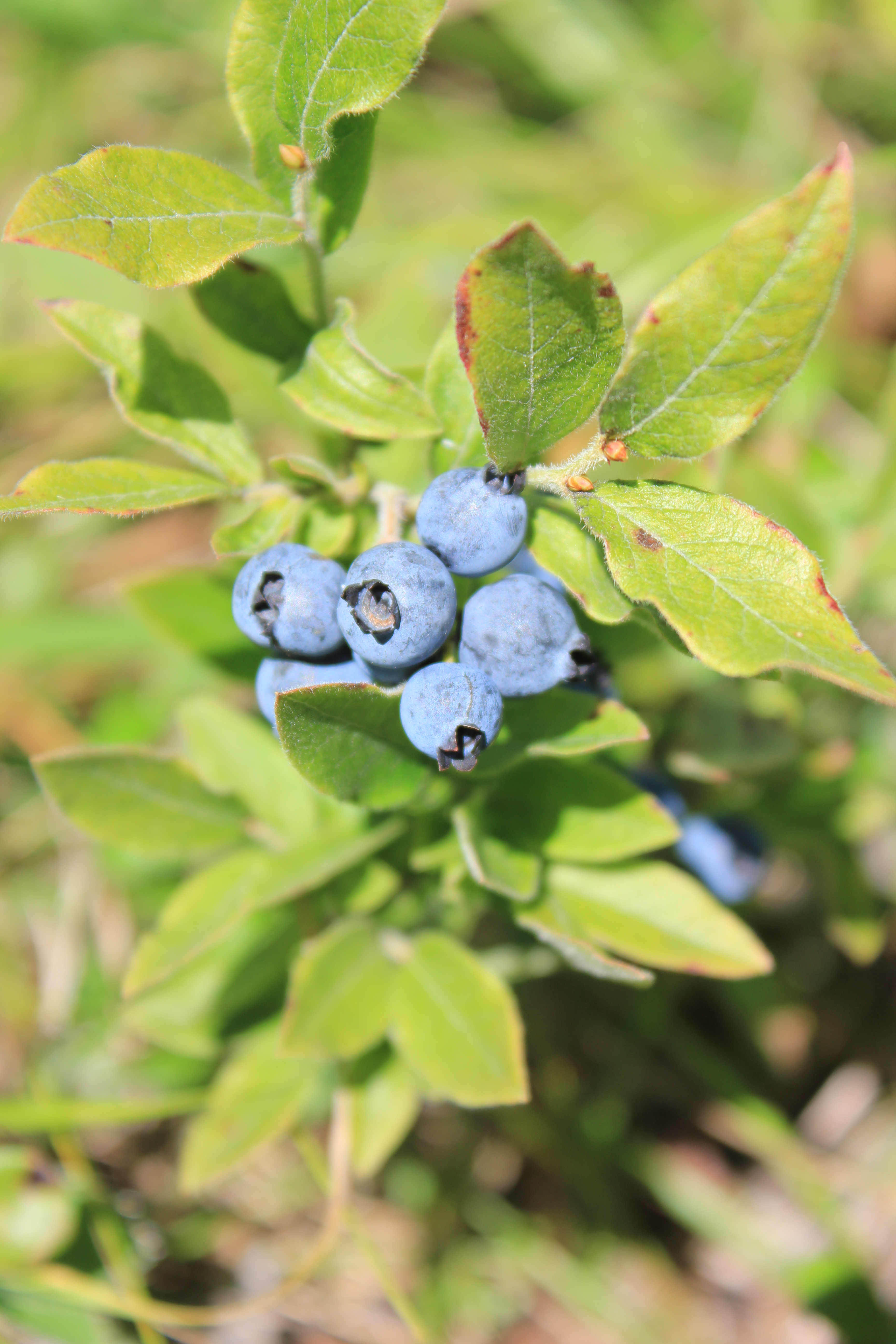
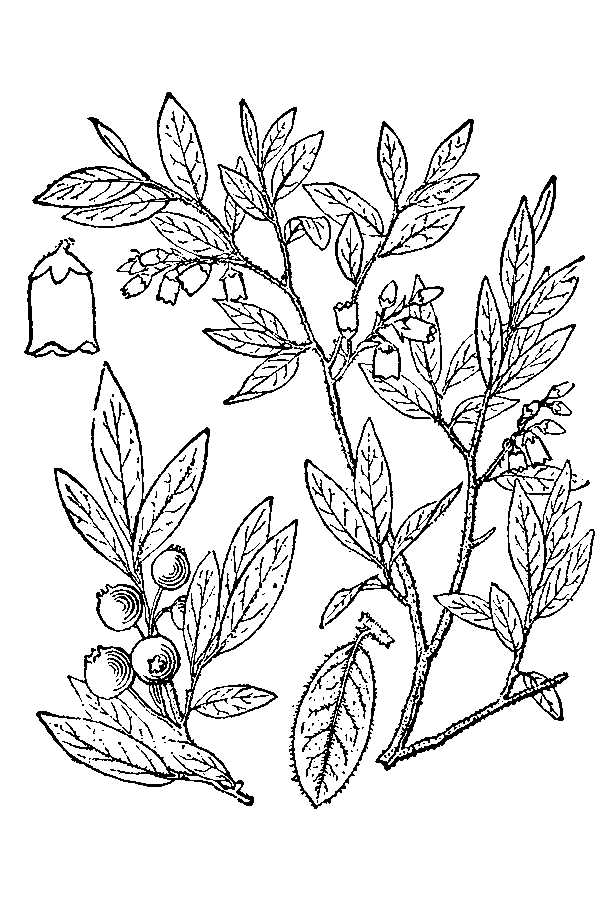
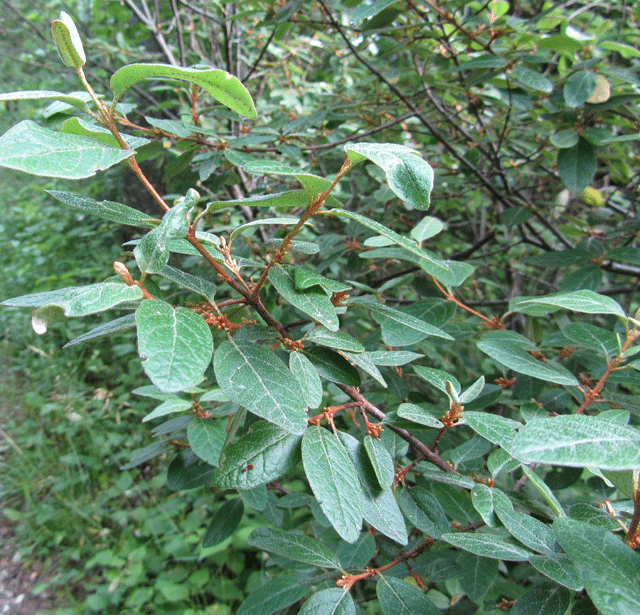